# CSX 8888 폭주 사고

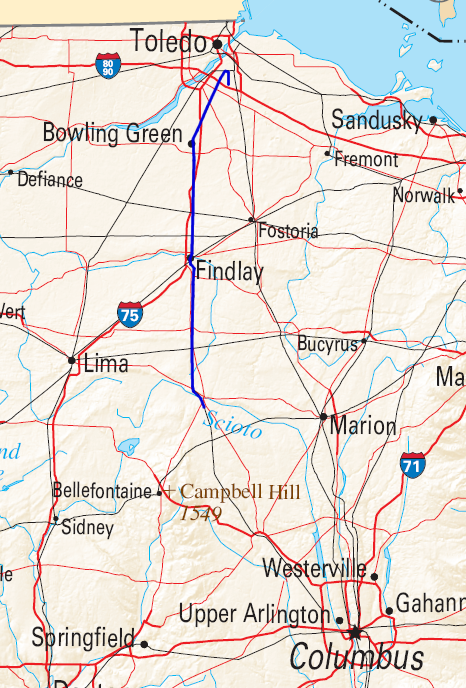
CSX 8888호 주행 경로

CSX 8888 폭주 사고는 2001년 5월 15일 미국 오하이오주에서 발생한 유독 물품을 적재한 화물 열차가 폭주한 사고이다. CSX 교통 소속 SD40-2형 기관차와 47량의 화차가 기관사 부재의 상태에서 최고 51mph(82km/h)로 약 2시간 폭주하였고, 다른 기관차를 후부에 연결하여 정차시켰다. 이 사고를 바탕으로 한 영화 언스토퍼블이 2010년 개봉하였다.